# Ultimul cuvânt
Ultimul cuvânt a fost un ziar din România.
Editor era agenția Graffiti a lui Cristian Burci.
Director era Dragoș Grigoriu, care pe atunci (în 1993) avea doar vreo 23 de ani.
Ziarul s-a desființat după numai câteva luni.